# Mia moglie, che imbrogliona!
Mia moglie, che imbrogliona! (Meine Frau, die Hochstaplerin) è un film del 1931 diretto da Kurt Gerron.

## Trama
Peter Bergmann lavora in banca. Il suo è un lavoro modesto e tranquillo; anche troppo per Jutta, sua moglie, che aspira a qualcosa di meglio. Così, la donna si dà da fare: prenota una stanza in un lussuoso albergo dove prima incontra Marty, un grosso commerciante di salsicce. Gli racconta che il marito è un direttore di banca e che lui, con la sua fabbrica, potrebbe aiutarlo a superare una crisi finanziaria. Poi, vede anche la moglie di un fabbricante di senape in rotta con il marito, che le vuole impedire una carriera da cantante. Se Jutta riuscisse a farli riconciliare, la signora le promette una ricca ricompensa.
La determinata Jutta trova presto il modo di risolvere la questione. Non solo, trova anche il sistema per far associare il produttore di salsicce a quello di senape, che diventano soci. Inoltre, Peter, suo marito, finisce per essere nominato direttore da Marty.

## Produzione
Il film fu prodotto nel 1931 dall'Universum Film (UFA) con il titolo di lavorazione Die Hochstaplerin.

## Distribuzione
Distribuito dall'Universum Film (UFA) con il visto di censura B.29683 del 25 agosto 1931 che ne proibiva la visione ai minori, il film uscì nelle sale cinematografiche tedesche presentato in prima il 18 settembre 1931 al Gloria-Palast di Berlino.